# Иран на зимних Олимпийских играх 2010
Иран на зимних Олимпийских играх 2010 был представлен четырьмя спортсменами в одном виде спорта. Кроме того, горнолыжница Марджан Калхор стала первой иранской женщиной, принимавшей участие в зимних Олимпийских играх. Спортсменка приняла участие в Играх с соблюдением исламских традиций.

## Результаты соревнований

### Лыжные виды спорта

#### Горнолыжный спорт
Мужчины
| Соревнование      | Спортсмены            | 1 спуск | 2 спуск | Всего   | Отставание | Место |
| ----------------- | --------------------- | ------- | ------- | ------- | ---------- | ----- |
| Гигантский слалом | Пурия Савех-Шемшаки   | 1:26,44 | 1:31,26 | 2:57,70 | +19,87     | 60    |
| Гигантский слалом | Хоссейн Савех-Шемшаки | 1:31,31 | 1:34,56 | 3:05,87 | +28,04     | 70    |
| Слалом            | Хоссейн Савех-Шемшаки | 57,59   | 58,80   | 1:56,39 | +17,07     | 41    |
| Слалом            | Пурия Савех-Шемшаки   | DNF     | —       | —       | —          | —     |

Женщины
| Соревнование      | Спортсмены     | 1 спуск | 2 спуск | Всего   | Отставание | Место |
| ----------------- | -------------- | ------- | ------- | ------- | ---------- | ----- |
| Гигантский слалом | Марджан Калхор | 1:36,87 | 1:36,87 | 3:05,39 | +38,28     | 60    |
| Слалом            | Марджан Калхор | 1:08,65 | 1:09,95 | 2:18,60 | +35,71     | 55    |

#### Лыжные гонки
Мужчины
Дистанция
| Соревнование           | Спортсмен         | Результат | Место |
| ---------------------- | ----------------- | --------- | ----- |
| 15 км свободным стилем | Сейед Саттар Сейд | 42:41,1   | 89    |